# Stazione del Palais
La stazione del Palais (in francese Gare du Palais) è la principale stazione ferroviaria di Québec, Canada.